# 維杜姆卡 (科羅斯特舍夫區)
50°13′30″N 29°11′46″E / 50.22500°N 29.19611°E
維杜姆卡（烏克蘭語：Видумка）是烏克蘭北部的村莊，隸屬日托米爾州的日托米爾區。該村始建於1846年，面積0.28平方公里，2001年人口31，人口密度每平方公里109.93人。